# Zava

Logo bis 2019

Zava (früher DrEd, Eigenschreibweise ZAVA) ist eine Online-Arztpraxis mit Hauptsitz in London im Vereinigten Königreich, die Patienten ausschließlich aus der Ferne berät und behandelt. Patienten aus Deutschland, der Schweiz, Frankreich, Irland und England können sich über Zava an zugelassene Ärzte wenden.

## Unternehmen
Die Online-Arztpraxis wurde im Jahr 2010 vom Hamburger Juristen David Meinertz (CEO) und Amit Khutti in London unter dem Namen „DrEd“ gegründet und eröffnete 2011. Seit 2014 ist das Unternehmen profitabel. Anfang 2019 hat sich „DrEd“ in Deutschland in „Zava“ umbenannt. Die Online-Arztpraxis ist bei der Care Quality Commission (CQC) registriert und richtet sich nach den Vorgaben und Empfehlungen deutscher wissenschaftlicher Fachgesellschaften. Zava versucht nach eigenen Angaben, medizinische Beratungen und Leistungen einfacher verfügbar zu machen und nutzt dafür die vorhandenen technischen Möglichkeiten. Die ärztliche Konsultation erfolgt zeit- und ortsunabhängig über das Internet. Eine EU-Richtlinie stellt es den Patienten frei, sich ihren Arzt im gesamten EU-Gebiet zu wählen. Die Patienten aus Deutschland, Österreich und der Schweiz werden von deutschen Ärzten behandelt. Die Konsultation bei Zava läuft meist elektronisch ab, indem der Patient ein Patientenkonto anlegt und einen medizinischen Fragebogen ausfüllt. Der behandelnde Arzt analysiert die Informationen und stellt, falls medizinisch erforderlich, ein Rezept aus. Zava schickt das Rezept an Versandapotheken, die die Medikamente an die Patienten versenden.
Zava hat nach eigenen Angaben über 7 Millionen Behandlungen europaweit durchgeführt, über 1,4 Millionen davon in Deutschland. In Deutschland erfolgen die meisten Behandlungen in Berlin, gefolgt von München, Hamburg, Köln und Düsseldorf.
Im Rahmen der fortschreitenden Liberalisierung der Telemedizin bekommt Zava in Deutschland zunehmend Konkurrenz von weiteren Online-Arztpraxen wie Fernarzt oder Teleclinic. 2019 eröffnete die Online-Arztpraxis einen neuen Standort in Hamburg.
Seit Februar 2020 ist es erstmals möglich, Rezepte an Vor-Ort-Apotheken zu versenden. Von nun an „können Patienten die Rezepte aus der Online-Sprechstunde auch digital in eine von rund 5000 Apotheken in Deutschland senden lassen“ und das Medikament entweder in der Apotheke abholen oder zu sich nach Hause geschickt bekommen.
Außerdem brachte die Online-Arztpraxis 2020 die Zava App heraus, mit der Patienten direkt per Video oder Telefon mit einem der Zava-Partnerärzte sprechen können. Über die App können auch Krankschreibungen und Rezepte versendet werden. Privatversicherungen erstatten den Online-Arztbesuch.
Im Frühjahr 2020 stellte Zava seinen Medizinischen Beirat vor. Mitglieder sind Franz Bartmann und Thomas Meinertz.

## Auszeichnungen
Bei der 2013 Johnson & Johnson Digital Health Masterclass Challenge wurde DrEd mit dem 2. Platz ausgezeichnet. Außerdem schnitt die Online-Arztpraxis 2017 bei einer Routinekontrolle der unabhängigen Kommission “Care Quality Commission (CQC)” mit dem bestmöglichen Ergebnis ab.

## Kritik und politische Entwicklung
Die Stiftung Warentest kritisierte im Juli 2012 den Online-Dienst, nachdem bereits zum Start die Bundesärztekammer gewarnt hatte: Zum Schutz der Patienten dürften Ärzte „die individuelle ärztliche Behandlung, insbesondere auch Beratung, nicht ausschließlich aus der Ferne durchführen“. Zwei Infektionskrankheiten wurden nach dem Urteil der Stiftung Warentest schlecht behandelt, „obwohl die angegebenen Symptome nur teilweise zum Krankheitsbild passten und ohne dass DrEd für die Diagnose nötige Urintests anforderte.“ DrEd antwortete mit einem offenen Brief und zweifelte darin die Sorgfalt der anonymen Tester an.
Das Bundesministerium für Gesundheit befasste sich 2013 mit der Frage, ob deutsche Apotheker es ablehnen können, Arzneimittel auf Rezept eines ausländischen Arztes abzugeben. Aufgrund des geltenden EU-Rechts sei dies aber nicht so einfach zu beantworten. Die im Herbst 2013 gewählte Bundesregierung beriet über eine Klarstellung, „dass ein direkter Arzt-Patienten-Kontakt Voraussetzung für die Erstverschreibung von Arzneimitteln sein muss“, was von DrEd scharf kritisiert wurde. Die bayerische Gesundheitsministerin Melanie Huml forderte im Mai 2014 klare Regeln für Online-Rezepte.
Im Oktober 2013 kündigte der Apothekenverbund Ordermed eine kurz zuvor geschlossene Vereinbarung mit DrEd für die „Pille danach“, die es ermöglichen sollte, für das Medikament auch ohne Arztbesuch ein Rezept zu bekommen. Als Grund gab Ordermed die Kritik seitens Politik und Partnerapotheken an. Zu diesem Zeitpunkt wurde bereits die Aufhebung der Rezeptpflicht in Deutschland diskutiert. Die „Pille danach“ ist seit 2015 ohne Rezept in der Apotheke erhältlich.
2016 änderte die Landesärztekammer Baden-Württemberg als erstes Bundesland die Berufsordnung, um ausschließliche ärztliche Fernbehandlung im Rahmen von Modellprojekten zu ermöglichen. Im April 2018 entschied sich die Landesärztekammer Schleswig-Holstein für eine Aufhebung des Fernbehandlungsverbots und war damit Vorreiter für die auf dem 121. Ärztetag im Mai 2018 beschlossene bundesweite Änderung der (Muster-)Berufsordnung durch die Bundesärztekammer. Seitdem haben 13 weitere Länder wie Hamburg und Berlin ihre Berufsordnung geändert.
Ende Mai 2018 wurde die Online-Arztpraxis Zava für ein Modellprojekt in Baden-Württemberg zugelassen. Laut der Landesärztekammer prüfen „begleitende wissenschaftliche Evaluationen [...] in jedem einzelnen Modellprojekt kontinuierlich, ob Patienten auch bei der ausschließlichen ärztlichen Fernbehandlung die gleiche Qualität und Expertise wie in Praxis oder Krankenhaus geboten wird.“